# Marlene Zuk
Marlene Zuk, född 20 maj 1956, är en amerikansk evolutionär beteendeekolog. Hon har arbetat som professor i biologi vid University of California, Riverside (UCR) och arbetar sedan 2012 vid University of Minnesota. Hennes forskning behandlar främst sexuell selektion (sexuellt urval) ofta med insekter som modellsystem. Hon studerar djurs beteenden, partnerval m.m. speciellt i förhållande till parasiter. Ett återkommande tema i hennes skrivande och föreläsande är genusperspektiv och kvinnors förutsättningar inom akademin. 

## Biografi
Zuk föddes i Philadelphia, Pennsylvania och hon växte upp i Los Angeles och blev i unga år intresserad av insekter. Vid University of California, Santa Barbara började med engelska men gick snart över till att studera biologi. 
1982 presenterade hon och W.D. Hamilton, i Science, en "good genes"-hypotes om parasiters roll för sexuellt urval  Zuk var doktorand vid Univeristy of Michigan och disputerade 1986. Hon var postdoktor vid University of New Mexico. 1989 började hon vid University of California, Riverside och 2012 flyttade hon och hennes man John Rotenberry till University of Minnesota, där de båda arbetar vid College of Biological Sciences.
Zuk är hedersdoktor vid Uppsala universitet (2010) och Jyväskylä universitet i Finland (2016).